# Janáček (cratère)
Pour les articles homonymes, voir Janáček (homonymie).
Janáček est un cratère d'impact présent sur la surface de Mercure. 
Le cratère fut ainsi nommé par l'Union astronomique internationale en 1985 en hommage au compositeur tchèque Leoš Janáček. 
Son diamètre est de 47 km. Il se situe dans le quadrangle de Shakespeare (quadrangle H-3) de Mercure.
C'est non loin de ce cratère que s'est écrasée le 30 avril 2015 la sonde spatiale MESSENGER à l'issue de sa mission d'observation.